# ГАЗ-64
ГАЗ-64 — радянський військовий повноприводний легковий автомобіль із спрощеним відкритим кузовом, який мав вирізи замість дверей (тип ранебаут — runabout). Перший в СРСР легковий повнопривідний позашляховик. ГАЗ-64 призначався для використання як командирський автомобіль на полі бою і легкий артилерійський тягач, але в армії фактично використовувався як транспортний засіб піхоти, здатний при короткочасному навантаженні перевезти відділення бійців.

## Історія створення

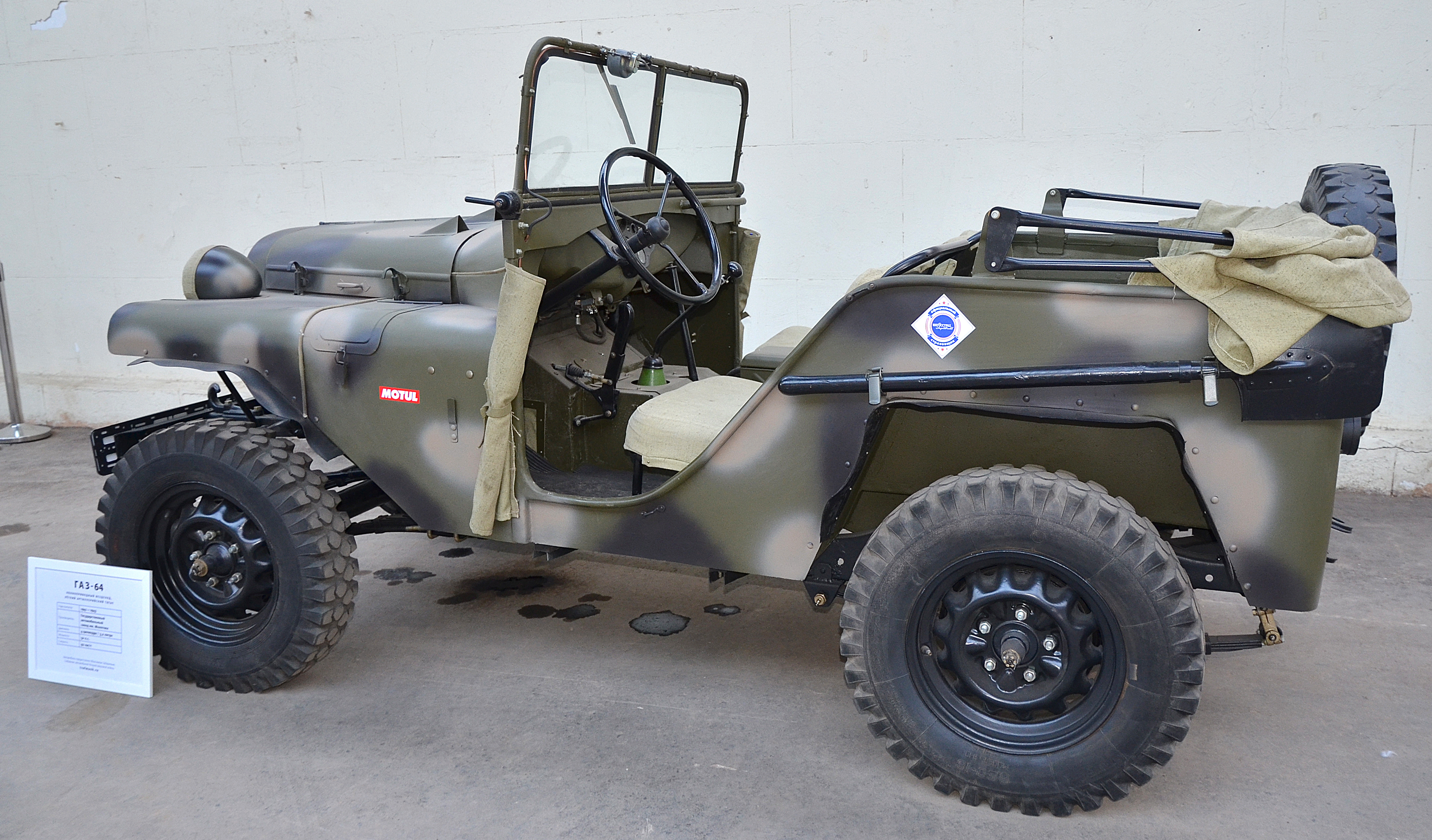

Як говорить легенда, мотивом для створення ГАЗ-64 стала стаття з американського журналу Automoutive Industries про початок серійного випуску джипа Bantam BRC40, яку прочитав начальник ГБТУ РККА, генерал-майор І. П. Тягунов. Його ініціативу створити «радянський Бантам» підтримав Нарком важкого машинобудування В. А. Малишев, який в свою чергу, дав розпорядження ні в чому не відступати від прототипу (незважаючи на заперечення розробників), що зумовило звужену до 1250 мм колію та вузький кузов ГАЗ-64. Завдання на розробку було видане в січні 1941 року одночасно двом заводам — ГАЗу і НАТІ. У завданні чітко вказувалася довжина і колія автомобіля, вантажопідйомність (400 кг) і термін служби (5000 км). Більш вдалий по компонуванню і плавності ходу по бездоріжжю (плавність впливала на стрільбу з кулемета на ходу) дослідний джип НАТІ-АР виявився технологічно складнішим і тому в умовах воєнного часу в серію не був запущений. Розробка ГАЗ-64 (пізніше і БА-64) проходила під керівництвом провідного конструктора В. А. Грачова в рекордно короткі терміни: 51 доба — з 3 лютого по 25 березня 1941 року, це пояснювалося тим, що в джипі використовувалися вузли з які випускалися на той час на ГАЗі автомобілів ГАЗ-61, ГАЗ-ММ і ГАЗ-М1. З 15 по 27 квітня 1941 року ГАЗ-64 успішно пройшов військові випробування на полігоні ГБТУ РККА, у випробуваннях також брав участь НАТІ-АР.

## Виробництво
В серпні 1941 року вийшла перша партія ГАЗ-64, зібраних по обхідній технології, до кінця 1941 року було випущено 601 автомобіль(з врахуванням дослідних моделей 602, в цей час ГАЗ-64 фактично був єдиною серійною моделлю заводу). ГАЗ-64 серійно випускався з кінця серпня 1941 року до квітня 1943 року. Всього було виготовлено 672 автомобіля, з них 67 машин (а броньовиків на його шасі 2486) в 1942 році. У 1943-му було випущено тільки 3 екз. модернізованих моделей ГАЗ-64В з розширеною до 1293 мм колією переднього моста. На шасі ГАЗ-64 з квітня 1942 року по червень 1943 року випускався бронеавтомобіль БА-64. Його виробництво, було більш пріоритетним, що і виразилося в кількості випущених бронеавтомобілів, а саме, 3903 од. Фактично з 1942 року всі повнопривідні шасі «64» йшли тільки для комплектації броньованими корпусами. В серпні 1943 року Горьківський автозавод, який відбудовувався після руйнівних авіанальотів Люфтваффе, зміг налагодити випуск модернізованого бронеавтомобіля БА-64Б з розширеною до 1446 мм колією. Це було необхідно через головний недолік БА-64 — схильності до перевертання через поєднання вузької колії та високого центру ваги. Відповідно, з кінця 1943 року замість ГАЗ-64 почали випускати перероблений ГАЗ-67 з розширеною колією, в 1944 році замінений модернізованим ГАЗ-67Б, який відрізнявся доопрацьованою ходовою частиною і більш надійною системою запалювання.

## Конструкція
Автомобіль ГАЗ-64 був збудований на вкороченому на 755 мм по базі шасі ГАЗ-61, що дозволило відмовитися від проміжного карданного вала. В конструкції ГАЗ-64 використовувались вже освоєні у виробництві вузли і агрегати серійних автомобілів: ГАЗ-61 — кермовий механізм, гальма (крім привода), дороблений передній міст, роздавальна коробка, задні ресори, і ГАЗ-ММ — двигун і доопрацьована 4-ступінчаста КПП. Більш щільна компоновка змусила підняти двигун вище, як на «полуторці». Через дефіцитність спеціальних всюдихідних шин розмірності 6,50-16" з рисунком «ялинка» ще на заводі (і в подальшому під час експлуатації) на ГАЗ-64 також встановлювали шини розмірності 7,00-16" від «емки», це знижувало реальну прохідність через дорожній рисунок протектора та більш вузького поперечного профілю. З метою збільшення переднього кута в'їзду і полегшення подолання вертикальних стінок (до 0,5 м) у підвісці переднього мосту використовувались чотири чверть-еліптичних ресори. Для такої підвіски властиві часті поломки листів через їх нераціональність навантаження, а також низька поперечна жорсткість. Для стійкого прямолінійного руху в шарнірах всіх ресор застосували добре захищені і довговічні нарізні пальці і втулки від ГАЗ-11. Щоб виключити «галопування» при такій короткій базі були встановлені чотири (по два на вісь) гідравлічних амортизатори односторонньої дії від ГАЗ-M1, а в задній підвісці стабілізатор поперечної стійкості. Привод гальм всіх коліс — механічний, тросовий, як і на ГАЗ-11-73, але з жорстким валом без зрівнювачів, які приводяться як ножною педаллю, так і ручним важелем.
Кузов — відкритий, чотиримісний (передні сидіння — окремі). Ще двоє людей могли сісти на полках задніх крил. Там же розміщувалася стрілецька зброя, боєприпаси (аж до 45-мм снарядів) і спеціальне обладнання (рація). Для безперешкодного та швидкого виходу кузов був бездверним. Брезентовий тент простої форми без боковин притримувався однією дугою. Вітрове вертикальне скло (щоб не відбивати сонячні бліки вгору) в жорсткій трубчастій рамці відкидалось вперед і фіксувалось у горизонтальному положенні. Всі поверхні кузова мали плоскі обриси або гнуті в одній площині форми, що робило його простим у виготовленні. Торці сталевих кузовних панелей обкантовувалися трубами. Всі стики з'єднувалися точковим зварюванням, зрідка дуговим. В оформлені передка машини використовувались елементи ГАЗ-АА: верхня частина кожуха радіатора з емблемою, кришки капота, основний бензобак на 43 літри перед вітровим склом, щиток приладів.

## Аспекти колекціонування
Вцілілі екземпляри ГАЗ-64, зі зрозумілих причин, дуже рідкісні, більшість сучасних «відновлених» ГАЗ-64,це переробки з масового ГАЗ-67Б (відрізнити недбалу переробку легко по післявоєнній штампованій решітці радіатора і чотириспицевому керму).